# Lauriacum (cràter)
Lauriacum és un cràter sobre la superfície de (21) Lutècia. Fa un diàmetre de 1.5 km. El nom va ser fet oficial per la UAI dos de setembre de 2011 i fa referència a Lauríacum, antiga ciutat romana, de l'època de Lutècia, actualment Enns (Àustria). Aquest cràter s'utilitza per definir el primer meridià de (21) Lutetia,